# Horst Heidermann
Horst Heidermann (* 1. April 1929 im Stadtgebiet Hardenberg-Neviges, heute zu Wuppertal; † 4. April 2018 in Bonn) war ein deutscher Politologe und Volkswirt. Von 1986 bis 1989 war er Geschäftsführer der Friedrich-Ebert-Stiftung.

## Leben und Wirken
Heidermann, der Sohn eines Bandwebers, besuchte die Volksschule und die städtische Oberschule im Wuppertaler Stadtteil Barmen, an der er 1950 sein Abitur ablegte. Anschließend studierte er an den Universitäten Bonn und Köln Volkswirtschaftslehre, Soziologie und Sozialpolitik. Er trat 1951 in die SPD ein und war Mitglied des Sozialistischen Deutschen Studentenbundes (SDS). Sein VWL-Studium schloss Heidermann 1954 mit dem Diplom ab; in Köln war er anschließend als Assistent des Professors Gerhard Weisser tätig und wurde dort 1958 mit einer Arbeit über die Hausindustrie in der bergischen Bandweberei promoviert. Ab September 1958 war er als wissenschaftlicher Mitarbeiter im Forschungsinstitut der Friedrich-Ebert-Stiftung angestellt, dessen Leitung er im Februar 1961 übernahm. 1965 wurde er stellvertretender Geschäftsführer der Stiftung. Von 1980 bis 1984 diente Heidermann zudem als Geschäftsführer des zur Stiftung gehörenden Verlags J.H.W. Dietz Nachf. Bonn. Ab Mai 1986 war er schließlich geschäftsführendes Vorstandsmitglied der Friedrich-Ebert-Stiftung und ging in dieser Funktion im September 1989 in Ruhestand.
Im Ruhestand war Heidermann weiterhin wissenschaftlich und nunmehr auch abseits seiner Profession schriftstellerisch tätig. Insbesondere widmete er sich in zahlreichen Veröffentlichungen heimatgeschichtlichen Themen aus seiner Heimatstadt Wuppertal und seinem späteren Wohnort Bad Godesberg, einem heutigen Stadtbezirk von Bonn, sowie Malern der Düsseldorfer Schule und anderen Künstlern aus der Region. So erstellte er auch Werkverzeichnisse zu den Malern Peter Schwingen (2000) und Johann Richard Seel (2003). Er war einer der produktivsten Autoren der als Jahresheft des Vereins für Heimatpflege und Heimatgeschichte Bad Godesberg erscheinenden Godesberger Heimatblätter, für die er unter anderem erstmals die Industriegeschichte des Stadtbezirks aufarbeitete.
Heidermann war verheiratet und lebte zuletzt im Bad Godesberger Ortsteil Muffendorf. Beigesetzt wurde er auf dem Waldfriedhof Heiderhof.

## Schriften (Auswahl)
- Die Hausindustrie in der bergischen Bandweberei: Ein Beitrag zur Unternehmensmorphologie.  Schwarz, Göttingen 1958. (zugleich Dissertation Universität Köln, 1958).
- (mit Brigitta Schieb) Das Problem des Kapitaldienstes für Kapital der öffentlichen Hand (=Schriften der Forschungsstätte für Öffentliche Unternehmen, Köln, Band 2). Schwarz, Göttingen 1959.
- Verein für Brauchtumspflege und Ortsverschönerung Oberbachem e. V. (Hrsg.): Paul von Franken, der Maler des Kaukasus – aus Oberbachem. In: Oberbachemer Schriftenreihe, Heft 2, 1997.
- 1848/49: Die Revolution des Malers Kleinenbroich. Ein biographischer Beitrag zur stadtkölnischen Geschichte (= Publikationen des Kölnischen Stadtmuseums, Band 2). Verlag des Kölnischen Stadtmuseums, 1999, ISBN 3-927396-77-X.
- „bis man eines Tages, und sei es nach meinem Tode, ein Blümlein entdeckt“ – Auf den Spuren des Malers Toni Wolter (1875–1929). In: Godesberger Heimatblätter: Jahresheft des Vereins für Heimatpflege und Heimatgeschichte Bad Godesberg e. V., ISSN 0436-1024, Heft 37 (1999), Verein für Heimatpflege und Heimatgeschichte Bad Godesberg, Bad Godesberg 2000, S. 5–59.
- Constantin Hölscher – ein Godesberger Maler der Gründerzeit. In: Godesberger Heimatblätter: Jahresheft des Vereins für Heimatpflege und Heimatgeschichte Bad Godesberg e. V., ISSN 0436-1024, Heft 38 (2000), Verein für Heimatpflege und Heimatgeschichte Bad Godesberg, Bad Godesberg 2001, S. 8–32.
- Der deutsche Michel: Eine Karikatur und ihr Echo. Anmerkungen zu Richard Seel. In: Geschichte im Wuppertal, Jahrgang 10 (2001), Bergischer Geschichtsverein, Wuppertal 2001, S. 25–65. (online PDF)
- Heinrich Vianden (1814–1899). Poppelsdorfs Pioneer Painter. In: Bonner Heimat- und Geschichtsverein, Stadtarchiv Bonn (Hrsg.): Bonner Geschichtsblätter: Jahrbuch des Bonner Heimat- und Geschichtsvereins, ISSN 0068-0052, Band 49/50 (1999/2000), Bonn 2001, S. 305–347.
- Sigrid Lekebusch, Bergischer Geschichtsverein – Abteilung Wuppertal e. V. (Hrsg.): Seel: Johann Richard Seel, Maler im Wuppertal und Zeichner des Deutschen Michel (=Beiträge zur Geschichte und Heimatkunde des Wuppertals, Band 40). Thales-Verlag, Essen 2003, ISBN 978-3-88908-492-7.
- Wuppertal auf dem Wege zur Kunststadt – ein kühner Versuch scheitert. Die Elberfeld-Barmer Kunstausstellung von 1851 bis 1854 und der Gemälde-Verlosungs-Verein. In: Romerike Berge. Band 51, Nr. 1, 2001, S. 3–14.
- (mit Pia Heckes) Peter-Schwingen-Gesellschaft Bonn-Bad Godesberg e. V. (Hrsg.): Peter Schwingen (1813–1863). Leben und Werk. Rheinlandia-Verlag, Siegburg 2004, ISBN 978-3-935005-76-0. (bereits 1995 im Selbstverlag der Peter-Schwingen-Gesellschaft erschienen[10])
- Peter-Schwingen-Gesellschaft Bonn-Bad Godesberg e. V. (Hrsg.): Louis Ziercke (1887–1945). Maler am Rhein. Rheinlandia-Verlag, Siegburg 2004, ISBN 978-3-935005-78-4. [anläßlich der Ausstellung im Haus Bachem während der Königswinterer Kunsttage 18.–28.3.2004]
- Der Düsseldorfer Maler Heinrich Christoph Kolbe. In: Düsseldorfer Geschichtsverein (Hrsg.): Düsseldorfer Jahrbuch: Beiträge zur Geschichte des Niederrheins, Band 75 (2004/2005), Droste, Düsseldorf 2005, ISBN 978-3-7700-3050-7, S. 221–294.
- (mit Daniel Schütz) Bühnenbilder aus Godesberg – Die „Rheinischen Werkstätten für Bühnenkunst Godesberg a./Rh.“. In: Godesberger Heimatblätter: Jahresheft des Vereins für Heimatpflege und Heimatgeschichte Bad Godesberg e. V., ISSN 0436-1024, Heft 43 (2005), Verein für Heimatpflege und Heimatgeschichte Bad Godesberg, Bad Godesberg 2006, S. 109–149.
- Anton Bloem (1814–1884). Anwalt der Demokraten. In: Düsseldorfer Geschichtsverein (Hrsg.): Düsseldorfer Jahrbuch: Beiträge zur Geschichte des Niederrheins, Band 76 (2006), Droste, Düsseldorf 2006, ISBN 978-3-7700-3052-1, S. 111–149.
- Auf dem Weg zum Führer: Walter Bloem. In: Geschichte im Wuppertal, Jahrgang 15 (2006), S. 28–44. (online PDF)
- 100 Jahre Deutscher Werkbund: Godesberger Spuren. In: Godesberger Heimatblätter: Jahresheft des Vereins für Heimatpflege und Heimatgeschichte Bad Godesberg e. V., ISSN 0436-1024, Heft 44 (2006), Verein für Heimatpflege und Heimatgeschichte Bad Godesberg, Bad Godesberg 2007, S. 77–119.
- Wir haben die Bilder! Heinrich Christoph Kolbe im Wuppertal. In: Geschichte in Wuppertal, Jahrgang 16 (2007), S. 31–55. (online PDF)
- „Die Sensation des Sommers im Rheinland“ – Bad Godesberg und sein Welttheater. In: Godesberger Heimatblätter: Jahresheft des Vereins für Heimatpflege und Heimatgeschichte Bad Godesberg e. V., ISSN 0436-1024, Heft 45 (2007), Verein für Heimatpflege und Heimatgeschichte Bad Godesberg, Bad Godesberg 2008, S. 111–152.
- Unter Linden an dem Rhein – die Ruhestätten der Wuppertaler in Bonn und Bad Godesberg. In: Geschichte im Wuppertal, Jahrgang 17 (2008), S. 66–106. (online PDF)
- Godesbergs Gitter – eine Liebeserklärung. In: Godesberger Heimatblätter: Jahresheft des Vereins für Heimatpflege und Heimatgeschichte Bad Godesberg e. V., ISSN 0436-1024, Heft 46 (2008), Verein für Heimatpflege und Heimatgeschichte Bad Godesberg, Bad Godesberg 2009, S. 5–33.
- Gustav Adolf Köttgen. Ein Düsseldorfer Maler zwischen Kunst und Politik. In: Düsseldorfer Geschichtsverein (Hrsg.): Düsseldorfer Jahrbuch: Beiträge zur Geschichte des Niederrheins, Band 79 (2009), Droste, Düsseldorf 2009, ISBN 978-3-7700-3058-3, S. 205–257.
- „Das Programm, das zum Begriff wurde“ – Zum 50. Geburtstag des Godesberger Programms der SPD. In: Godesberger Heimatblätter: Jahresheft des Vereins für Heimatpflege und Heimatgeschichte Bad Godesberg e. V., ISSN 0436-1024, Heft 47 (2009), Verein für Heimatpflege und Heimatgeschichte Bad Godesberg, Bad Godesberg 2010, S. 100–121.
- Der Wuppertaler Villen und Wohnungen – Spurensuche am Rhein. In: Geschichte im Wuppertal, Jahrgang 20 (2011). (online PDF)
- Verein für Heimatpflege und Heimatgeschichte Bad Godesberg e. V. (Hrsg.): Die Entwicklung der Industrie in dem Badeort Godesberg. Bad Godesberg 2014, ISBN 978-3-9816445-0-0.
- (mit Klaus Vollmer) Millionäre & Mäzene. Ferdinand Thun und Heinrich Janssen aus Barmen, Gustav Oberländer aus Düren. Edition Köndgen, Wuppertal 2014, ISBN 978-3-939843-46-7.
- August Bredt und das Siebengebirge. In: Heimatblätter des Rhein-Sieg-Kreises. 83. Jahrgang (2015), Rheinlandia Verlag, Siegburg 2016, ISBN 978-3-945953-06-8, S. 48–80.
- Der Godesberger Unternehmer Dr. Alexander Werth (1908–1973). In: Godesberger Heimatblätter: Jahresband des Vereins für Heimatpflege und Heimatgeschichte Bad Godesberg e. V., ISSN 0436-1024, Band 53 (2015), Verein für Heimatpflege und Heimatgeschichte Bad Godesberg, Bad Godesberg 2016, S. 117–159.
- Die Kunstschmiede Gernhard – Beachtliche Werke sind durch den Nachlass bekannt geworden. In: Godesberger Heimatblätter: Jahresband des Vereins für Heimatpflege und Heimatgeschichte Bad Godesberg e. V., ISSN 0436-1024, Band 54 (2016), Verein für Heimatpflege und Heimatgeschichte Bad Godesberg, Bad Godesberg 2017, S. 32–52.
- Konrad Adenauer und die Bildhauerin: Yrsa von Leistner (1917–2008) – eine biographische Annäherung. In: Bonner Heimat- und Geschichtsverein, Stadtarchiv Bonn (Hrsg.) Bonner Geschichtsblätter: Jahrbuch des Bonner Heimat- und Geschichtsvereins, ISSN 0068-0052, Band 67 (2017), Bonn 2017, S. 289–321.
- Der Godesberger Buchhandel. In: Godesberger Heimatblätter: Jahresband des Vereins für Heimatpflege und Heimatgeschichte Bad Godesberg e. V., ISSN 0436-1024, Band 55 (2017), Verein für Heimatpflege und Heimatgeschichte Bad Godesberg, Bad Godesberg 2018, S. 7–51.